# Pont de l'Harteloire
Le pont de l'Harteloire à Brest, est un pont routier de 634 m qui franchit la Penfeld au-dessus de l’arsenal. Il relie les rives droite et gauche de la ville en amont du pont de Recouvrance, à l'emplacement du pont transbordeur de la Marine nationale, détruit pendant la guerre.

## Toponymie
Le quartier de l'Harteloire, et donc le pont, l'ancienne place, la rue et le lycée de même nom, tiennent leur nom de François-René de Betz, comte de la Harteloire.

## Historique
Avant même la signature de la capitulation allemande du 8 mai 1945, les réflexions sur la construction de passages sur la Penfeld aboutissent et les autorités nationales décident de reconstruire deux ponts :
- l’un fixe sur lequel passera la route nationale 12, financé par l’État, au titre des dommages de guerre, ce sera le pont de l'Harteloire ;
- l’autre, mobile, au cœur de la ville et financé par la ville, ne devant avoir qu’une fonction de desserte locale. Ce sera le pont de Recouvrance.

La construction d’un pont au niveau de l’Hôpital Maritime, à l’emplacement du pont transbordeur, est donc actée. Ce pont de l’Hôpital, ultérieurement renommé pont de l’Harteloire, sera construit de façon à permettre un important transit de véhicules et de poids lourds. Il assurera également le passage de canalisations importantes entre les deux rives et la circulation des trolleybus.
Les travaux sont subordonnés à l’enlèvement préalable du pont transbordeur et au déblaiement des ruines de l’hôpital maritime. Par ailleurs, son dessin permet, par sa hauteur et par la limitation du nombre d’appuis en rivière, le passage par toutes marées d’un croiseur de 10 000 tonnes et le dégagement d’un tirant d’air au-dessus des plus grandes eaux de marée de 40 mètres. L’hypothèse un temps évoquée d’établissement d’un nouveau pont transbordeur sous le tablier du nouveau pont est rapidement écartée pour des raisons techniques et esthétiques.
Sa construction débute en 1948. C'est Vincent Auriol, Président de la République, qui vint sceller le 30 mai 1948, sur le plateau de Quéliverzan, la première pierre de l'ouvrage. Il est inauguré en 1951. 
En 2006, l'entretien du pont passe de la responsabilité de l'État à celle de la Communauté Urbaine de Brest (maintenant Brest Métropole).
C’est donc la Métropole qui a pris en charge les travaux d'entretien de la structure métallique débutés en septembre 2006, opération qui doit être menée au moins tous les 20 ans pour prévenir la corrosion de la charpente métallique. D'autres travaux d'entretien ont eu lieu en 2016/2018.